# Linda Pelzmann
Linda Pelzmann, auch Linde Pelzmann, (* 1. Januar 1945 in Altfinkenstein) ist eine österreichische Wirtschaftspsychologin.

## Leben
Pelzmann war bis zu ihrer 2010 erfolgten Pensionierung Leiterin der Abteilung für Wirtschaftspsychologie und außerordentliche Professorin an der Universität Klagenfurt. Von 1992 bis 1999 war sie Gastprofessorin an der Wirtschaftsuniversität Wien, anschließend bis 2001 Visiting Scholar an der Harvard University.

## Werke
- Individuelle Folgen von Arbeitslosigkeit. Linz 1989. Österreichisches Institut für Arbeitsmarktpolitik.
- Wirtschaftspsychologie. 5., aktualisierte und erweiterte Auflage, Wien 2010. SpringerWienNewYork.